# 洪水灭世
洪水灭世（Diluvio Universale）是米开朗基罗的一幅湿壁画，尺寸为280x560厘米，位于罗马梵蒂冈博物馆中西斯汀小堂拱顶天花板上的第八幅，绘制于1510年，由儒略二世订制。
根据阿斯卡尼奥·康迪维的说法，这是天花板上第一幅完成的作品。画中描绘了大约60个人物。

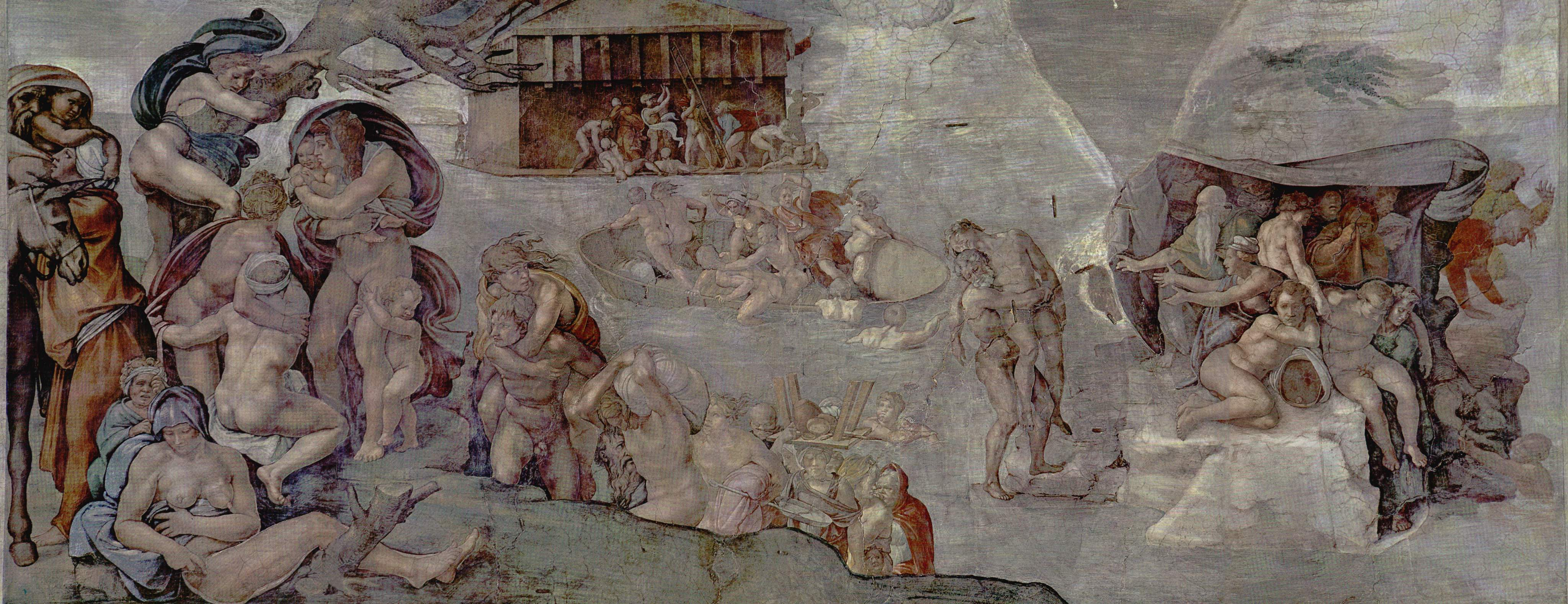
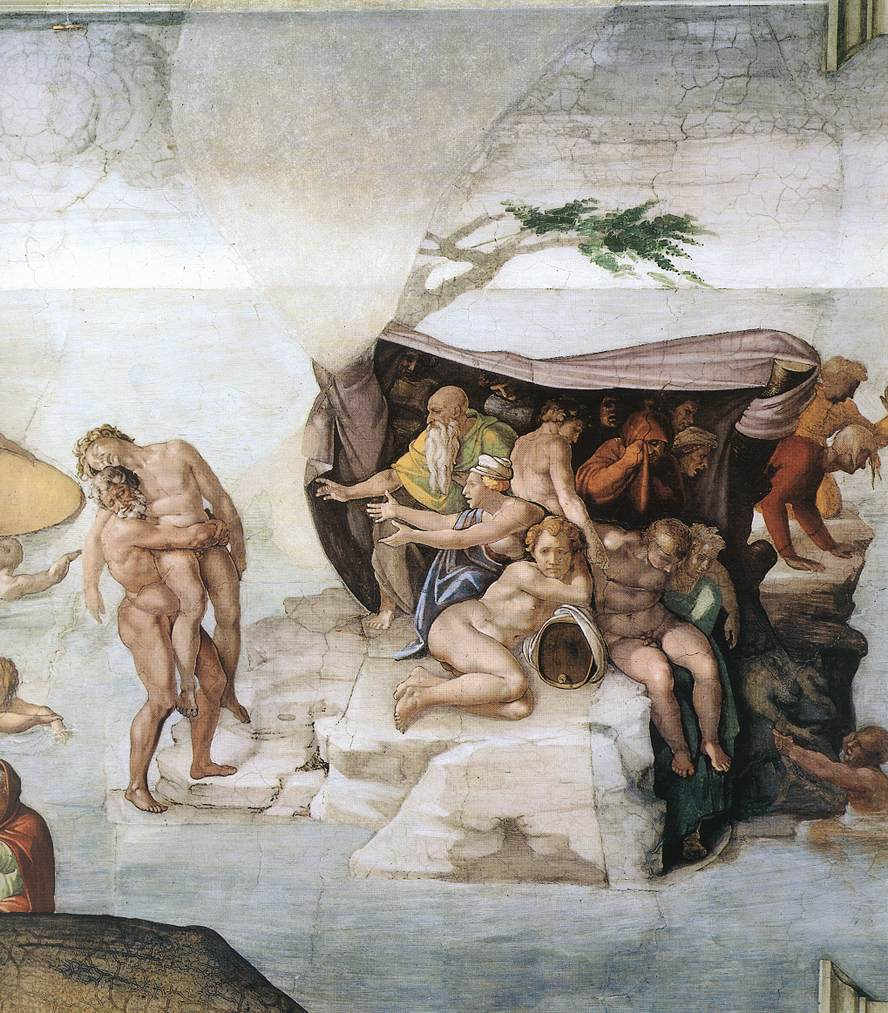
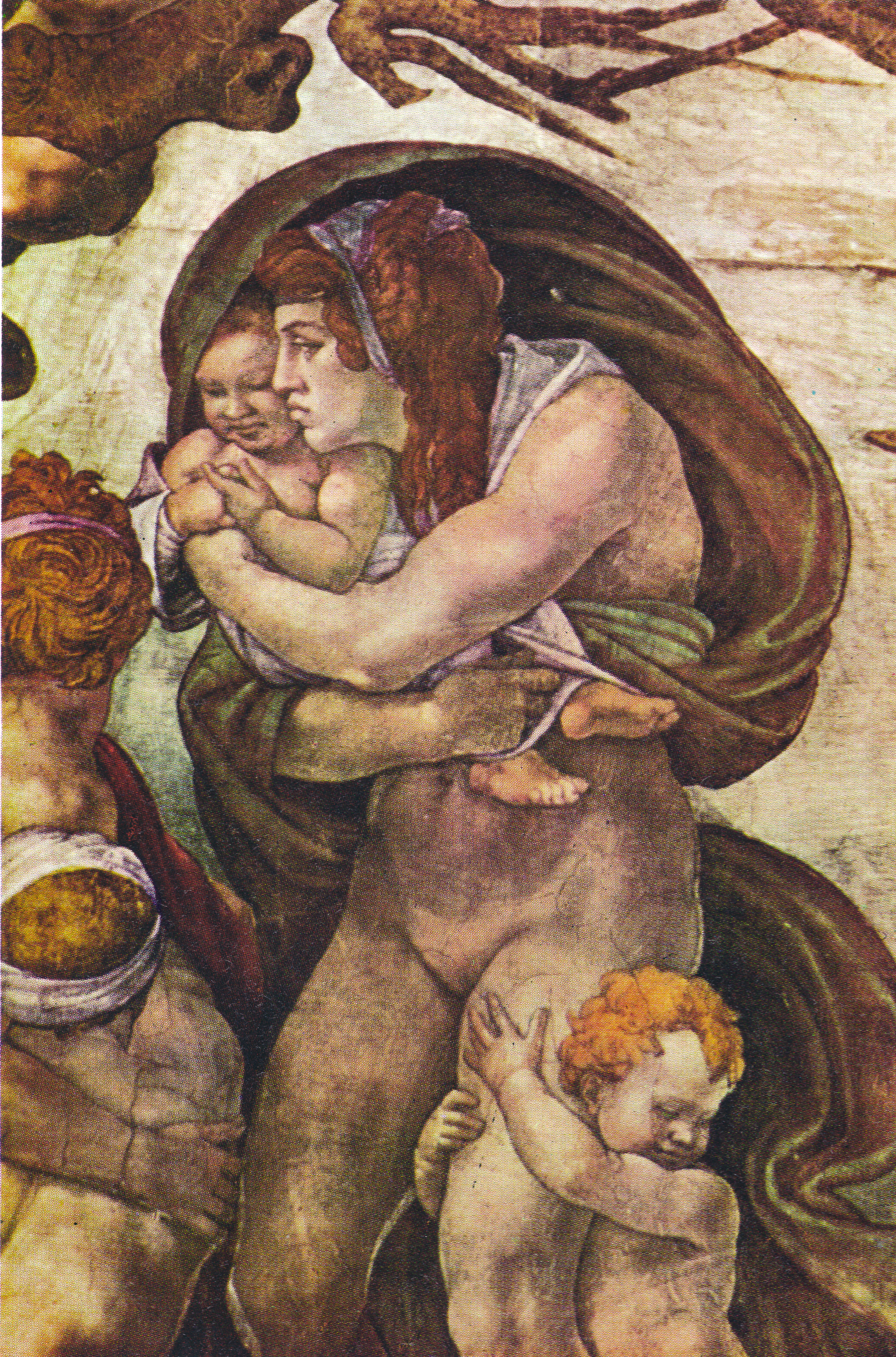